# Husum Bugt
Husum Bugt (dansk) eller Husumer Bucht (tysk) er en bugt i den sydlige del af det nordfrisiske vadehav. Bugten er en del af nationalparken Vadehavet, som siden 2009 er anerkendt som verdens naturarv. Bugten afgrænses af halvøen Nordstrand mod nord og halvøen Ejdersted mod syd. I bunden ligger købstaden Husum. Ved Husum munder også Mølleåen ud i bugten. Få kilometer nord for Husum ved Skobøl findes den eneste kystafsnit i Nordfrisland, hvor gesten støder til Vesterhavet. Området er ellers præget af vidstrakt marskland bestående af koge og forland. 
Vadehavet i bugten gennemskæres af et forgrenet net af priler og mindre tidevandsløb, som samler det udadgående vand ved ebbe. Den største af dem er Heverstrømmen, hvis hovedgren er rettet mod Husum.

## Eksterne links
- Wikimedia Commons har flere filer relateret til Husum Bugt
- Husum Bugt–Regionen Arkiveret 28. april 2012 hos  Wayback Machine

54°28′34″N 8°57′54″Ø / 54.476°N 8.965°Ø